# Atletica leggera ai XVII Giochi del Mediterraneo - Lancio del disco maschile
Le gare di atletica leggera nella categoria lancio del disco maschile si sono tenute il 27 giugno 2013 al Nevin Yanıt Atletizm Kompleksi di Mersin.

## Calendario
Fuso orario EET (UTC+3).
| Data      | Ora   | Turno  |
| --------- | ----- | ------ |
| 27 giugno | 18:15 | Finale |

## Risultati
I 10 atleti partecipanti disputano un turno preliminare con tre lanci ciascuno. I migliori otto hanno diritto a tre lanci aggiuntivi, per un totale di sei lanci a disposizione. Il migliore dei sei lanci viene registrato come risultato finale.

### Finale
| Pos | Atleta                 | Paese      | 1º    | 2º    | 3º    | 4º    | 5º    | 6º    | Risultato |
| --- | ---------------------- | ---------- | ----- | ----- | ----- | ----- | ----- | ----- | --------- |
|     | Martin Marić           | Croazia    | 59,88 | 60,78 | 61,46 | 60,18 | 61,12 | 60,21 | 61,46     |
|     | Ercüment Olgundeniz    | Turchia    | 61,46 | X     | X     | 60,78 | 61,02 | X     | 61,46     |
|     | Danijel Furtula        | Montenegro | 59,70 | X     | 61,44 | X     | X     | 59,47 | 61,44     |
| 4   | İrfan Yıldırım         | Turchia    | 60,28 | 61,15 | X     | X     | 61,21 | 60,42 | 61,21     |
| 5   | Giovanni Faloci        | Italia     | 56,32 | X     | 59,23 | X     | X     | 60,21 | 60,21     |
| 6   | Yasser Fethi Ibrahim   | Egitto     | 52,28 | 55,24 | 58,26 | 57,50 | 59,72 | 58,40 | 59,72     |
| 7   | Apostolos Parellīs     | Cipro      | 56,07 | 59,40 | 57,41 | 58,40 | 57,45 | 58,91 | 59,40     |
| 8   | Georgios Tremos        | Grecia     | 54,41 | 54,29 | X     | 54,41 | 55,93 | 55,47 | 55,93     |
| 9   | Jean-François Aurokiom | Francia    | X     | 52,46 | 53,69 |       |       |       | 53,69     |
| 10  | Ali Khalifa Maaloul    | Libia      | 50,87 | X     | 53,67 |       |       |       | 53,67     |